# Goldkette von Isenbüttel

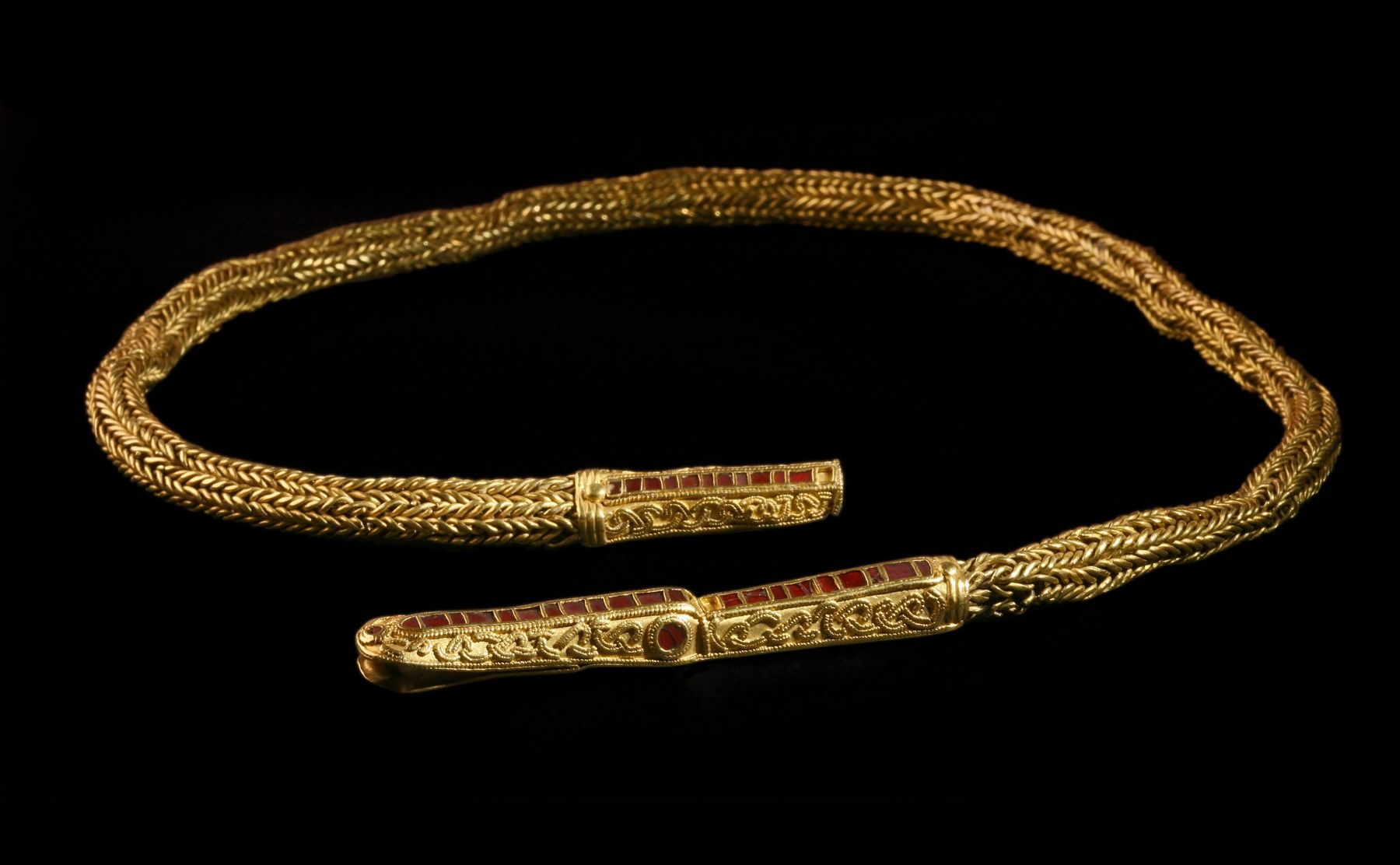
Goldkette von Isenbüttel

Die Goldkette von Isenbüttel ist eine heute 49 cm lange aus Gold gefertigte Kette, die in das 7. Jahrhundert datiert wird. Sie wurde 1922 nahe Isenbüttel bei Gifhorn im damaligen Freistaat Preußen gefunden.

## Beschreibung

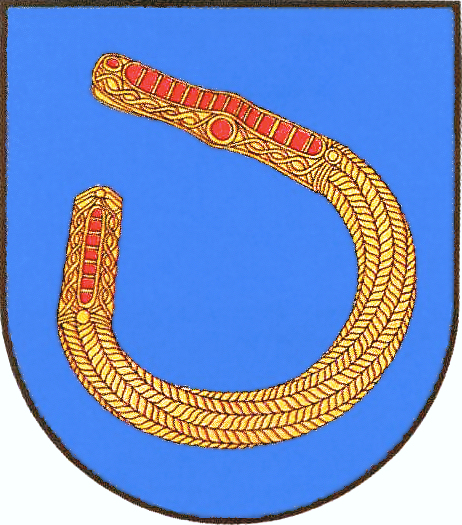
Das Wappen von Isenbüttel zeigt auf blauem Grund die stilisierte Darstellung der Goldkette

Die ohne die Hülsen an den Kettenenden 42 cm lange Kette wurde als nahtloses Strickwerk aus feinen Golddrähten mit 0,6 mm Stärke in einer aufwendigen Technik hergestellt. Die beiden Enden der Kette sind in zweiteiligen Hülsen aus Goldblech gefasst, die Tierköpfe mit geöffneten Mäulern darstellen. Diese sind flächig mit roten Einlagen und Goldfiligran verziert. Bei einem Ende fehlt der Tierkopf, so dass nur noch der Halsbereich vorhanden ist. Zwei Ringe, die sich ursprünglich in den Mäulern der Tierköpfe befunden haben sollen, gingen kurz nach dem Fund verloren. Insgesamt war die Kette damit etwa 55 cm lang.
Da die Kette selbst unversehrt ist, lässt sich die Herstellungsweise nicht rekonstruieren. Möglich wäre entweder, dass einzelne Kettenglieder wie bei den seit der Antike bekannten Fuchsschwanzketten zusammengesetzt wurden oder dass der Golddraht mit einer Art Strickliesel gestrickt wurde.
Eine auf Grundlage stilistischer Merkmale vorgenommene Datierung weist die Goldkette ins 7. Jahrhundert. Diese Einschätzung bestätigten in jüngerer Zeit am Römisch-Germanischen Zentralmuseum in Mainz vorgenommene Untersuchungen mit neuen Diagnosemethoden. Danach handelt es sich bei den roten Einlagen nicht, wie anfangs angenommen, um Glas, sondern um Granate. Sie konnten als Pyrope identifiziert werden, die vermutlich aus Böhmen stammen. Da im 7. Jahrhundert Granate nicht auf Hochglanz poliert waren und die Goldkette von Isenbüttel eine stumpfe Oberfläche hat, unterstützt dies die Datierung in diese Zeit. Bestätigt wird diese Datierung durch den hohen Goldgehalt von über 80 %.

## Fund- und Ausstellungsgeschichte
Die Kette soll in einem Waldstück bei Rodungsarbeiten, anderen Quellen zufolge im Dünensand eineinhalb Kilometer südlich der St.-Marien-Kirche gefunden worden sein. Die genauen Fundumstände lassen sich nicht rekonstruieren. Der Finder berichtete von einem Einzelfund. Er legte die Kette zwar dem Niedersächsischen Landesmuseum Hannover vor, das eine Kopie anfertigte, verkaufte sie aber an eine Privatperson. Über mehrere Besitzer gelangte die Kette 1962 an das Niedersächsische Landesmuseum Hannover. Die Goldkette wird in der Dauerausstellung des Niedersächsischen Landesmuseums Hannover gezeigt. 2019 und 2020 war sie Teil der Niedersächsischen Landesausstellung Saxones. Eine neue Geschichte der alten Sachsen.

## Vergleichsfunde
Fuchsschwanzketten mit Verschlüssen, die Tierköpfe darstellen, sind bereits im antiken Griechenland bekannt, und sie sind für die Spätantike auch nördlich der Alpen nachweisbar. Sie wurden meist als Halsketten getragen. „Generell kommen goldene Fuchsschwanzketten im frühen Mittelalter also noch in sehr reich ausgestatteten Gräbern vor, Tierkopfenden scheinen, zumindest im kontinentalen Europa, jedoch nicht mehr populär zu sein.“ Ausnahmen bilden einige Goldketten aus dem 7. Jahrhundert im südlichen Teil der britischen Insel. Sie weisen ebenfalls zwei Tierkopfenden auf, sind aber filigraner und weitaus kürzer. Die Ketten fanden sich in den Gräbern reicher Frauen, die anscheinend in einem christlichen Kontext gelebt haben. Sie dienten der Verbindung von zwei Schmucknadeln zur Befestigung von Schultertüchern oder Schleier. Strickketten sind auch aus der skandinavischen Wikingerzeit bekannt. Bei den Verzierungen lassen sich zudem Bezüge zu südosteuropäischen Stücken der Völkerwanderungszeit erkennen.

## Bedeutung
Die Goldkette gehört zu den anspruchsvollsten Arbeiten frühgeschichtlicher Goldschmiedekunst und gilt als der prächtigste Goldschmuck des 1. Jahrtausends in Niedersachsen. Sie stammt aus der Zeit der Merowinger um 700 n. Chr.
Archäologen rechnen die Kette Angehörigen der europäischen Oberschicht zu. Der Fund lasse darauf schließen, dass bei Isenbüttel wohlhabende Menschen mit weitreichenden Beziehungen ansässig waren, da nur sie ein derart wertvolles Schmuckstück anfertigen lassen konnten.